# Genitiv
Genitiv (lat. genitus - rođen, rodni) lingvistički termin koji označuje jedan od padeža u jezicima s imenskom (ili zamjeničkom) deklinacijom.  Genitiv kao padež postoji u većini indoeuropskih jezika koji su zadržali deklinaciju (latinski, grčki, hrvatski, njemački, irski), ali i u jezicima drugih skupina (npr. ugrofinski jezici, od semitskih akadski i arapski). Genitiv u rečenici ima službu: atributa, bližeg i daljeg objekta i priloških odredbi mjesta i vremena. Genitiv najčešće izražava djelomičnost, pripadnost, građu i svojstva.

## U standardnom hrvatskom jeziku
Genitiv se prepoznaje po tome što "odgovara" na pitanja:
- čiji?,
- (od) koga? ili
- (od) čega?

U hrvatskom jeziku genitiv označava:
- podrijetlo, pripadnost, vlasništvo
- građu, djelomičnost
- osobinu

Prijedlozi uz genitiv:
od, do, iz, s(a), ispred, iza, izvan, van, unutar, iznad, ispod, više, poviše, niže, prije, uoči, poslije, nakon, za, tijekom, tokom, dno (podno, nadno, odno), vrh (povrh, navrh, uvrh, zavrh), čelo, nakraj, onkraj, krajem, potkraj, sred (nasred, posred, usred), oko, okolo, blizu, kod, kraj, pokraj, pored, nadomak, nadohvat, i, u, mimo, duž, uzduž, širom, diljem, preko, bez, osim, mjesto (umjesto, namjesto), uime, putem, (s) pomoću, posredstvom, između, (na)spram, put, protiv, nasuprot, usuprot, usprkos, unatoč, zbog, zbog, radi (zaradi, poradi), glede, prigodom, prilikom, povodom, poput
U rečenici je genitiv:
- atribut - atributivni genitiv

U drugom dijelu filma postalo je napeto.
- izravni objekt

Dajte mi mira!
- neizravni objekt

Još nisam vidio kiše u tom gradu. (jednina)
- dio predikata:

Ruža je bila crvene boje.
- priložna oznaka vremena (atribut i genitiv imenice)

Svake jeseni organiziramo sajam knjiga.
- dopuna pridjevu

Nisu bili dobrih namjera.
- vršitelj radnje

Sjećanja moje bake.
Genitiv s prijedlogom u rečenici može biti:
- priložna oznaka mjesta:

Njegovi preci potječu iz Portugala.
- priložna oznaka vremena:

Festivali će trajati do početka rujna.
- priložna oznaka uzroka:

Zbog tvog kašnjenja sve je otkazano.
- priložna oznaka namjere (cilja):

Idem u grad radi nekog posla.
- priložna oznaka načina:

Najednom je nestao, poput duha!
- priložna oznaka pogodbe:

Bez muke nema nauke!
- priložna oznaka dopuštanja:

Pored svih svojih mana, ipak je dobar čovjek.
- priložna oznaka izuzimanja:

Na sastanak su došli svi, osim mog kolege.
- atribut

Tijesto je od brašna.
- prijedložni objekt

Godinama smo se zalagali protiv promjena.
- pridjevna dopuna

U tom filmu postoje svemiroplovi brži od svjetlosti.

### Dijelni genitiv
Dijelni je genitiv onaj koji je u službi atributa i označava cjelinu od koje se uzima jedan dio:
- Želiš li čašu vode?
- Uzmi kockicu čokolade.
- Došlo je petnaest učenika.

### Kvalitativni genitiv
Kvalitativni genitiv označava neku osobinu:
- Rikard je bio lavljeg srca.
- Ona je bila žena velike pameti, zanimljiva ukusa i smeđe kose.

### Subjektni genitiv
Subjektni je genitiv moguće preoblikovati u konstrukciju u kojoj genitiv postaje subjekt u nominativu:
Sjećanja moje bake. → Moja se baka sjeća.

### Objektni genitiv
Objektni genitiv označava objekt radnje i moguće ga je preoblikovati u glagolsku konstrukciju u kojoj imenica postaje glagol, a genitiv izravni objekt u akuzativu:
Gradnja kuće. → Grade kuću

### Objasnidbeni (eksplikativni) genitiv
Objasnidbeni genitiv objašnjava sadržaj imenice na koju se odnosi:
popis učenika, raspored sati, vozni red vlaka

### Vremenski genitiv
Vremenski genitiv označava vrijeme radnje:
prošle godine, početkom kolovoza

### Ablativni genitiv
Ablativni genitiv govori o udaljavanju ili lišavanju koga ili čega:
osloboditi se straha, sramiti se pogrešaka, čuvati se bolesti

### Emfatični genitiv
Emfatični genitiv služi za izražavanje osjećaja ili usklika te kao genitiv zaklinjanja:
Vidi leptire! Eno ti sestre!
Duše mi! Tako mi svega!

### Genitiv cijene ili vrijednosti
Genitiv cijene ili vrijednosti dolazi uz riječi, najčešće pridjeve i glagole koji označavaju vrijednost koga ili čega:
vrijedan pažnje, dostojan poštovanja

### Genitiv obilja ili oskudice
Genitiv obilja ili oskudice označava obilje ili nedostatak čega:
željan slobode, sit svega, gladan kruha

### Slavenski genitiv
Slavenski je genitiv svojstven slavenskim jezicima:
Nije vidio majke.

### Posvojni genitiv
Genitiv označava i pripadnost, takozvani posvojni genitiv:
- Bio je vlasnik kafića "Tarkus".

No, posvojni se genitiv treba izbjegavati kad god se može uporabiti posvojni pridjev:
- Bio je sin od Marka. - Bio je Markov sin.
- Uzela sam knjigu od susjeda. - Uzela sam susjedovu knjigu.

Posvojni se genitiv koristi:
- kad je uz genitiv atribut ili apozicija

Čudnovate zgode šegrta Hlapića, Trg kralja Tomislava, djelo poznatoga pisca
- kad se od imenice ne može tvoriti ili se obično ne tvori posvojni pridjev

Pogača od brašna, umak od rajčice, kup kupova
- kad bi se posvojnim pridjevom promijenilo značenje

granice carstva, rat svjetova (nije isto što i carske granice, svjetski rat)
Prijedlog od ne koristi se za živa bića u posvojnome genitivu:
- To je djelo od poznatog pisca.
- Pročitao sam knjigu od Miroslava Krleže.